# Parco nazionale del fiume Lawley
Il parco nazionale del fiume Lawley (in inglese Lawley River National Park) è una zona protetta situata nell'Australia Occidentale istituita nel 2000.

## Caratteristiche
Il parco nazionale si trova sulla costa del golfo dell'Ammiragliato e si trova nella bioregione del Kimberley settentrionale.

## Storia
Il parco nazionale del fiume Lawley è stato istituito il 10 luglio 2000 e ricopre una superficie di 175,72 km².

### Gestione e piani futuri
Nel marzo 2015, il governo dell'Australia Occidentale ha concordato un divieto di attività mineraria sia con Rio Tinto che con Alcoa Australia, che consentirebbe la protezione su un'area di 1.750 km². Il governo aveva avviato negoziati con i proprietari tradizionali con l'obiettivo di creare un'enorme area protetta che si troverebbe accanto al già pianificato Gran parco marino del Kimberley (in inglese Great Kimberley Marine Park). Un nuovo enorme parco nazionale del Kimberley era stato progettato (sulla base di un impegno elettorale del 2013) per coprire più di 20.000 km² e includere il parco nazionale del Prince Regent e il parco nazionale del fiume Lawley. Rio Tinto si è impegnata a spendere 750.000 A$ per la riabilitazione dei terreni dove erano già avvenute trivellazioni. Tuttavia, a partire dal 2020, con il cambio di governo nel 2017, il progetto per il nuovo parco non è stata portato avanti.

## Accessi
Il parco nazionale è raggiungibile solo a piedi. È possibile accedervi solo con il permesso della Wunambal Gaambera Aboriginal Corporation and the Department of Parks and Wildlife. L'accesso avviene solitamente dalla pista di atterraggio degli aerei, che si trova sul plateau del Mitchell. Non sono presenti sentieri o strutture nella natura selvaggia del parco.